# لندر (وایومینگ)
لندر(به انگلیسی: Lander) شهری در ایالت وایومینگ کشور ایالات متحده آمریکا است که جمعیت آن در سرشماری سال ۲۰۱۰ میلادی، ۷٬۴۸۷ نفر بوده‌است.